# Magnus Blidberg
Magnus Fredrik Blidberg, född 15 januari 1868 i Örgryte församling, Göteborgs och Bohus län, död 17 februari 1955 i Strömstad, var en svensk borgmästare.
Blidberg blev student vid Lunds universitet 1888 och avlade hovrättsexamen 1892. Han blev extra ordinarie landskanslist i Örebro län 1893, extra ordinarie landskontorist där 1897 och borgmästare i Askersunds stad 1902. Han blev ledamot i styrelsen för Askersunds samskola 1905 Han blev borgmästare i Strömstads stad, tillika magistratssekreterare och notarius publicus där, 1913.